# Wanda (imię)
Wanda – imię żeńskie wymyślone najprawdopodobniej przez Wincentego Kadłubka, wcześniej nieznane. Według Kadłubka było to imię legendarnej władczyni Krakowa, córki Kraka. Początkowo, w XII–XIV w. zapisywane także „Węda”. Stało się popularne w XIX wieku, w związku z romantyczną modą na średniowiecze.

## Etymologia
Pochodzenie imienia Wanda nie zostało dotychczas jednoznacznie wyjaśnione.  
Może ono pochodzić od starosłowiańskiego słowa węda (czyli „wędka”; wymawianego w dawnej polszczyźnie z a nosowym: wanda; wedle Kroniki wielkopolskiej „uroda Wandy łowiła rycerzy”), lit. vandenė („rusałka”) lub vanduo („woda, fala”). 
Według innych hipotez imię Wandy, wspomnianej przez Wincentego Kadłubka, pochodzi od nazwy Wendów, czyli określenia Słowian w językach germańskich (niem. Wende, więc oznaczałoby Słowianka). Kadłubek wiąże imię księżniczki z ludem Wandalów, który w średniowieczu mylono z nazwą Wendów.
Możliwe, że jest to skrót staroniemieckiego imienia, na przykład Wendelburga lub Wendelgarda. 
Jeszcze inna hipoteza mówi, że imię to pochodzi od imienia wodza Chorwatów Awandzy wzmiankowanego przez X-wiecznego arabskiego kronikarza Al-Masudiego.

## Historia

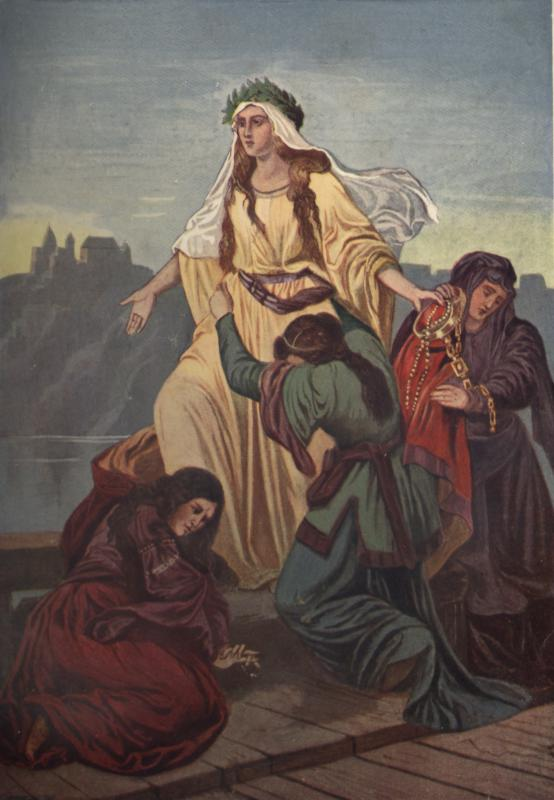
Obraz Piotrowskiego Śmierć Wandy.
Ilustracja z książki Dzieje Polski z 1909 r. zatytułowana:
Wanda, córka Krakusa, rzuca się w nurty Wisły.

Imię Wanda pojawiło się najpierw w średniowiecznej literaturze polskiej (los księżniczki Wandy oprócz Kadłubka i Kroniki wielkopolskiej opisywał także Długosz). W XVII wieku trafiło wraz z legendą o Wandzie do literatury francuskiej i niemieckiej. Występowało w operach Kurpińskiego (Zamek na Czorsztynie, czyli Bojomir i Wanda, 1819) i Dvořáka (Vanda, 1875) oraz w misterium Wanda Norwida (1851). Mityczna Wanda była uwieczniana przez malarzy, np. Piotrowskiego i Lessera. Imię to pojawiło się też w lietaturze: Zawiszy Czarnym Słowackiego (1844–1845), Legendzie Wyspiańskiego (1897), Oziminie Berenta (1911), Przedwiośniu Żeromskiego (1925), we W dniu urodzin Wandy June Vonneguta (1970), w Szatanie z VII klasy Kornela Makuszyńskiego. Tytuł Wanda nosiło pierwsze polskie czasopismo kobiece (założone w 1818 r.). Imię to pojawiało się też w filmach, np. w Rybce zwanej Wandą, amerykańskiej komedii filmowej z 1988. Wanda Kraków (piłka siatkowa) to nazwa klubu sportowego założonego w tym mieście w 1949.
Jako imię chrzestne do przełomu XVIII/XIX stulecia na obszarze Polski i Niemiec było praktycznie niespotykane; zaczęto je częściej nadawać w XIX wieku. W drugiej połowie XIX i w pierwszej XX wieku należało do imion popularnych w Polsce. Nadawane było i jest też w innych krajach, np. w Stanach Zjednoczonych cieszyło się popularnością w latach 1930–1959 (należy do 60 imion kobiecych najczęściej nadawanych w tym czasie).
W 2004 imię Wanda nosiło 154 998 kobiet w Polsce (39. miejsce wśród imion kobiecych pod względem popularności).
Wanda imieniny obchodzi 26 stycznia, 23 czerwca.

## Odpowiedniki w innych językach
- ang. – Wanda
- czeski – Vanda
- franc. – Wanda, Vanda
- hiszp. – Vanda
- łac. – Wanda, Vanda
- niem. – Wanda
- ros. – Ванда (Wanda)
- węg. – Vanda
- wł. – Vanda

## Znane osoby o tym imieniu
- Wanda Błeńska (1911-2014), lekarka, misjonarka.
- Wanda Bacewicz (1914-2011), poetka, dziennikarka.
- Wanda Chodkowska (1905–1944), zakonnica, żołnierz Armii Krajowej.
- Wanda Chotomska (1929-2017), poetka, pisarka.
- Wanda Dąbrowska (1884–1974), bibliotekarka.
- Wanda Dobaczewska (1892–1980), pisarka, poetka.
- Wanda Gertz (1896–1958), żołnierz Legionów Polskich i Kedywu.
- Wanda Gołkowska (1925-2013), malarka
- Wanda Gosławska (1922-2020), artystka plastyk, ceramiczka i rzeźbiarka.
- Wanda Jackson (ur. 1937), amerykańska piosenkarka.
- Wanda Jakubowska (1907–1998), reżyser filmowy.
- Vanda Juknaitė (ur. 1949), litewska pisarka.
- Wanda Klaff (1922–1946), niemiecka zbrodniarka wojenna.
- Wanda Kwietniewska (ur. 1957), polska piosenkarka.
- Wanda Landowska (1877–1959), klawesynistka, kompozytorka.
- Wanda Łuczycka (1907–1996), aktorka.
- Wanda Malczewska (1822–1896), Czcigodna Sługa Boża Kościoła, mistyczka.
- Wanda Łyżwińska (ur. 1953), polityk.
- Wanda Neumann (ur. 1945), aktorka.
- Wanda Nowicka (ur. 1956), polska działaczka społeczna, wicemarszałek Sejmu RP.
- Wanda Opęchowska (1888–1955), działaczka społeczna, instruktorka harcerska.
- Wanda Panfil-González (ur. 1959), lekkoatletka, maratonka.
- Wanda Paklikowska-Winnicka (ur. 1911-2001), artysta plastyk.
- Wanda Pieniężna (1897–1967) – dziennikarka, działaczka społeczno-oświatowa, nauczycielka i posłanka na Sejm PRL II kadencji.
- Wanda Polańska (ur. 1931), śpiewaczka operetkowa.
- Wanda Półtawska (ur. 1921–2023), polska lekarka.
- Wanda Rapaczyńska (ur. 1947), polska bizneswoman.
- Wanda Rewieńska (1897–1942), działaczka niepodległościowa, harcmistrzyni, geograf.
- Wanda Rolbieska (1876–1952), nauczycielka.
- Wanda Rutkiewicz (1943–1992), himalaistka.
- Wanda Siemaszkowa (1867–1947), aktorka, reżyser.
- Wanda Stanisławska-Lothe (1910–1985), aktorka.
- Wanda Szuman (1890–1994), działaczka społeczna, pedagog.
- Wanda Truszkowska (1917-2004), botanik, fitopatolog.
- Wanda Warska (1932-2019), wokalistka.
- Wanda Wasilewska (1905–1964), działaczka komunistyczna, pisarka.
- Wanda Wermińska (1900–1988), śpiewaczka operowa.
- Wanda Wiłkomirska (1929-2018), skrzypaczka.
- Wanda Zeman (1952-2012), montażystka filmowa.
- Wanda Zieleńczyk (1920–1943), poetka.
- Wanda Żółkiewska (1909–1989), autorka literatury dziecięcej.

## Postacie fikcyjne o tym imieniu
- Wanda Ryszkowska – bohaterka serialu Czas honoru
- Wanda Orszeńska – bohaterka powieści Ludzie bezdomni Stefana Żeromskiego
- Wanda – bohaterka powieści Malwina, czyli domyślność serca Marii Wirtemberskiej, siostra Malwiny
- Wanda Okszyńska – bohaterka powieści Przedwiośnie (powieść) Stefana Żeromskiego
- Wanda Maximoff – bohaterka komiksów wydawnictwa Marvel Comics, znana jako Scarlet Witch
- Wanda Gąsowska – bohaterka powieści Szatan z siódmej klasy Kornela Makuszyńskiego
- Wanda – bohaterka serialu Wróżkowie chrzestni